# Centro Interuniversitário de Microeletrônica
O Centro Interuniversitário de Microeletrônica (IMEC) é uma organização internacional de pesquisa e desenvolvimento, ativa nas áreas de nanoeletrônica e tecnologias digitais. Luc Van den hove é presidente e CEO desde 2009.
Em setembro de 2016, o IMEC se fundiu com o centro de pesquisa digital de Flandres, iMinds.

## Resumo
O IMEC emprega cerca de 4.000 pesquisadores de mais de 90 países; possui inúmeras instalações dedicadas à pesquisa e desenvolvimento em todo o mundo, incluindo 12.000 metros quadrados de capacidade de sala limpa para processamento de semicondutores. A sede do IMEC está localizada em Leuven.

### História
Em 1982, o governo flamengo criou um programa para fortalecer a indústria de microeletrônica em Flandres. Este programa incluiu a criação de um laboratório de pesquisa avançada em microeletrônica (IMEC), uma fundição de semicondutores (antiga Alcatel Microelectronics, agora STMicroelectronics e AMI Semiconductor),  e um programa de treinamento para engenheiros de projeto VLSI. Este último está totalmente integrado nas atividades do IMEC.
O IMEC foi fundado em 1984 como uma organização sem fins lucrativos liderada pelo Prof. Roger Baron Van Overstraeten. O nome IMEC é um acrônimo do nome completo original: Interuniversitair Micro-Electronica Centrum VZW. É supervisionado por um Conselho de Administração, que inclui delegados da indústria, universidades flamengas e do Governo Flamengo. Desde 1984, o IMEC é liderado por Roger Van Overstraeten, Gilbert Declerck (em junho de 1999) e Luc Van den Hove (em julho de 2009).

### Escalonamento de semicondutor avançado
O IMEC é bem conhecido por sua experiência em encolher circuitos para aumentar o poder de computação e memória e para a aplicabilidade da nanotecnologia em novas indústrias. Em 2015, o New York Times afirmou que o IMEC ajudou a criar técnicas pioneiras para produzir alguns dos menores e mais sofisticados chips do mundo, e o centro é considerado um líder mundial em pesquisa de nanoeletrônica.